# Joan Ramon Bonet Verdaguer
Joan Ramon Bonet Verdaguer (Palma, 1944) és un fotògraf i cantautor mallorquí. Com a cantant, formà part de Setze Jutges juntament amb la seva germana Maria del Mar. Cantà entre 1963 i 1967 i enregistrà tres discs en solitari i un amb els Setze Jutges. Posteriorment, abandonà la música i es dedicà professionalment a la fotografia. El 1997, i de manera excepcional, participà en el concert "El Cor del temps", del 30è aniversari en el món de la música de la seva germana al Palau Sant Jordi on interpretà "Nova cançó de s'amor perdut". El 2009 va rebre el Premi Xam d'Arts Plàstiques en homenatge a Pere Quetglas Ferrer, "Xam".
El seu pare era el periodista, novel·lista, pintor i autor teatral palmesà Joan Bonet Gelabert.